# محمد أحمد المسلط
محمد الشيخ أحمد المسلط (1941- 14 ديسيمبر 2010)، شيخ قبيلة الجبور، ولد في بادية الجزيرة السورية.

## حياته
نشأ وترعرع في الجزيرة وأقام على ضفاف نهر الخابور، حيث تقوم هناك واحدة من إمارات زبيد ويقطنها آل الملحم وهم وجاهة كافة قبائل الجبور قاطبةً، تلقى تعليمه في مدرسة العشائر في محافظة الحسكة، ثم اصطحبه عمه الشيخ عبد العزيز المسلط إلى دمشق، تابع تعليمه في ثانوية الأهلية في سوق ساروجا إلا أنه حصل على الشهادة الثانوية من لبنان، وهكذا نضج نضوجاً مبكراً وفتح عينيه على الحياة السياسية خاصةً في عصر الوحدة، فكان بذلك أصغر عضوٍ في المؤتمر القومي الإقليمي في «دمشق» وكذلك في القاهرة، فيما بعد أصبح عضواً في المكتب التنفيذي في المحافظة ثم عضواً في المجلس البلدي عام 1960.
شارك طيلة مسيرة حياته في حل الكثير من القضايا المستعصية بين القبائل، آخر المناصب التي شغلها كانت تمثيله في البرلمان السوري عام 1994، كما شغل منصب رئيس جمعية الصداقة السورية السعودية"، كما كان دائم الوجود على رأس الوفود المستقبلة والمودعة لكافة الوفود الرسمية والشعبية بين البلدين.

## وفاته
توفي في 14 ديسمبر 2010. 